# Kimberley Golf Club
De Kimberley Golf Club is een golfclub in Kimberley, Zuid-Afrika en werd opgericht in 1960. De golfbaan werd ontworpen door de golfbaanarchitect Robert Grimsdell. Het is een 18 holesbaan met een par van 72.

## Golftoernooien
De golfclub ontving af en toe grote golftoernooien:
- Northern Cape Classic: 2011